# Edmund Meinel
Edmund Meinel (* 23. September 1864 in Klingenthal; † 24. Juli 1943 in Tannenbergsthal) war ein deutscher Unternehmer und Landtagsabgeordneter im Sächsischen Landtag der Weimarer Republik.

## Leben
Edmund Meinel war der Sohn des Geigenbauers Johann Friedrich Meinel und seiner Ehefrau Sidonie Hochgeschwendner. Er erhielt eine kaufmännische Ausbildung und war danach als Reisender tätig. Durch seine Eheschließung 1891 mit Emilie Keffel wurde er Miteigentümer der Firma Edmund Keffel in Tannenbergsthal, welche Wachs- und Ledertuch herstellte. 1909 stifteten er und sein Schwager Friedrich Eduard Keffel das Gotteshaus in Tannenbergsthal, welches durch den Architekten Fritsche aus Elberfeld entworfen wurde. Die Grundsteinlegung war am 23. Juni 1909, die Einweihung am 25. September 1910.
Seit die Firma 1911 von einer offenen Handelsgesellschaft in eine Aktiengesellschaft umgewandelt wurde, war er Vorsitzender des Aufsichtsrats. Außerdem war er Mitglied des Aufsichtsrats der Congreß- und Madras-Weberei in Oelsnitz, der Lufthansa und des Chemnitzer Bankvereins, der 1922 von der Commerzbank übernommen wurde. Von 1920 bis 1926 gehörte Meinel als Abgeordneter der DVP dem Sächsischen Landtag an.

## Ehrungen
1906 wurde er zum Königlich-Sächsischen Kommerzienrat und 1918 zum Geheimen Kommerzienrat ernannt.
Am 8. November 1918 erhielt er aufgrund seiner großen Verdienste um die Kriegswohlfahrt durch Herzog Carl Eduard (Sachsen-Coburg und Gotha) den erblichen Adelstitel. Die Nobilierungsurkunde lautet auf „Edmund Meinel Freiherr von Tannenberg auf Freienfels“. Diese Nobilitierung wurde wohl aufgrund des Untergangs des Kaiserreiches am 11. November 1918 nicht in das Personenstandsregister eingetragen.

## Schlossbesitzer in Franken
Edmund Meinel erwarb am 21. April 1921 das Schloss Freienfels in der Fränkischen Schweiz, das er bereits 1916 angemietet hatte. Er ließ das Schloss aufwendig sanieren und restaurieren. Die Leitung der Bauarbeiten lag in den Händen des 1925 verstorbenen Rats- und Hof-Zimmermeisters Ernst Noack aus Dresden. Sein fränkisches Besitztum veräußerte Meinel 1941 an die Vermögensverwaltung der Deutsche Arbeitsfront GmbH Berlin.
Im Schlosspark ließ Meinel, Anhänger Gustav Stresemanns, 1930 ein Stresemann-Denkmal mit einer von dem Erzgießer Martin gefertigten Plakette errichten, die das Antlitz Stresemanns zeigte. Dieses Denkmal wurde nach 1933 von Unbekannten demoliert.

## Schicksal der Familie nach 1945
Die Familie Meinel-Tannenberg, die in Tannenbergsthal ihren ständigen Wohnsitz hatte, floh aus der Heimat, verlor ihr Vermögen und wurde getrennt; der eine Zweig ging nach Baden, die Tochter, Ehefrau des damals in sowjetischer Kriegsgefangenschaft befindlichen Generals Werner Schmidt-Hammer, suchte 1946 mit ihrem Kind Zuflucht auf dem ehemaligen Familienbesitz Schloss Freienfels und wohnte dort bis 1960.
Heute ist die Familie in Südamerika und Deutschland beheimatet.

### Archivalische Belege
- Stadtarchiv Bamberg D2033 Nr. 400.006

| Personendaten    | Personendaten                                  |
| ---------------- | ---------------------------------------------- |
| NAME             | Meinel, Edmund                                 |
| ALTERNATIVNAMEN  | Meinel von Tannenberg, Edmund                  |
| KURZBESCHREIBUNG | deutscher Unternehmer und Politiker (DVP), MdL |
| GEBURTSDATUM     | 23. September 1864                             |
| GEBURTSORT       | Klingenthal                                    |
| STERBEDATUM      | 24. Juli 1943                                  |
| STERBEORT        | Tannenbergsthal                                |